# Ellipsobulimina
Ellipsobulimina es un género de foraminífero bentónico de la subfamilia Ellipsoidininae, de la familia Ellipsoidinidae, de la superfamilia Pleurostomelloidea, del suborden Buliminina y del orden Buliminida. Su especie tipo es Ellipsobulimina seguenzai. Su rango cronoestratigráfico abarca desde el Helvetiense (Mioceno medio) hasta la Actualidad.

## Discusión
Clasificaciones previas incluían Ellipsobulimina en la subfamilia Pleurostomellinae de la familia Pleurostomellidae, y en el suborden Rotaliina del orden Rotaliida. Clasificaciones más modernas consideran Ellipsobulimina un sinónimo posterior de Ellipsoidina.

## Clasificación
Ellipsobulimina incluye a la siguiente especie:
- Ellipsobulimina seguenzai